# Brodilovo, Burgas
Brodilovo (în bulgară Бродилово) este un sat în comuna Țarevo, regiunea Burgas,  Bulgaria. 

## Demografie
Componența etnică a satului Brodilovo
     Bulgari (98,86%)
     Nicio identificare (1,13%)
     Altele (0%)
La recensământul din 2011, populația satului Brodilovo era de 264 locuitori. Din punct de vedere etnic, majoritatea locuitorilor (98,86%) erau bulgari. Pentru 1,13% din locuitori nu este cunoscută apartenența etnică.